# Mark van Dijk (schrijver)
Mark van Dijk (Leiden, 24 juni 1979) is een Nederlands schrijver van thrillers. Zijn romandebuut Kwade geest verscheen in 2010. Zijn tweede roman, Bloeddorst, verscheen in 2012 bij uitgeverij Books of Fantasy.

## Biografie
Van Dijk heeft na de tuinbouwschool op de Middelbare Agrarische School in Gouda gezeten. Op zijn achttiende is hij gaan werken; na enige omzwervingen verkreeg hij zijn huidige baan bij een machinefabriek in Katwijk.
Van Dijk is een bibliofiel. Hij verzamelt boeken, leest ze en schrijft ze. Het schrijven gebeurt voornamelijk 's avonds en in de weekeinden.
Na het schrijven van boeken in uiteenlopende genres, is hij voorts bezig met het opnieuw vertalen van de vijf kerstverhalen van Charles Dickens, die jaarlijks in een geïllustreerde editie zullen verschijnen.